# Gregory (West-Australië)
Gregory is een historische kustplaats in de regio Mid West in West-Australië. Het staat bekend als Port Gregory en ligt aan de monding van de rivier Hutt, 520 kilometer ten noorden van Perth, 54 kilometer ten zuidoosten van Kalbarri en 41 kilometer ten noordwesten van Northampton. In 2021 telde Gregory 53 inwoners tegenover 46 in 2006.

## Geschiedenis
De oorspronkelijke bewoners van de streek waren de Nanda, een dialectgroep binnen de Yamatji aboriginestaalgroep.
De eerste Europeaan die door de streek trok was George Grey. Nadat zijn schip in 1839 verging zocht hij een weg over land naar Perth. Hij vernoemde de rivier Hutt en de lagune waarin deze uitmondt naar William Hutt, de broer van de West-Australische gouverneur. Een expeditie onder leiding van Augustus Charles Gregory en Francis Thomas Gregory in 1848 vond lood langs de rivier Murchison.
Port Gregory werd ontwikkeld ten dienste van de Geraldine-mijn aan de Murchison. Het werd later ook de haven waarlangs de productie van de Gwalla en Wanerenooka-mijnen, nabij het latere Northampton, werd uitgevoerd. Er werd een stockroute aangelegd tussen Port Gregory en Geraldine. In 1850 werd West-Australië een strafkolonie. In 1852 waren er reeds 25 gevangenen aan het werk in de Geraldine-mijn. In de jaren 1850 werd beslist een dorp te stichten nabij de haven. A.C. Gregory tekende in 1853 het dorp uit. Hij noemde het Packington naar John S. Packington, de minister van koloniën van het Britse Rijk. Op 1 maart 1853 verklaarde de overheid Packington officieel open en werden kavels te koop aangeboden. In de volksmond bleef men de plaats Port Gregory noemen.
Het gevangenendepot van Lynton werd in 1853 opgericht. De gevangen ontgonnen zout in de lagune, werkten in de mijnen, legden wegen aan en hielpen op de pastorale stations. De mijnindustrie ken een periode van laagconjunctuur. In 1856 werd het gevangenendepot gesloten. In 1860 bereikten de postdiensten Packington. Port Gregory Salt Company zou later terug meer zout ontginnen. Het bedrijf legde in 1922 een smalspoor aan vanuit het havenplaatsje tot op de aanlegsteiger. Er vestigden zich ook visbedrijven.
Tijdens de Tweede Wereldoorlog, op 28 februari 1943, vuurde een Japanse onderzeeër 10 schoten af op Port Gregory. De schoten werden afgevuurd op een gebouw van een voormalig visbedrijf waarvan men dacht dat het om een munitiefabriek ging. Er werd geen schade toegebracht.
In 1967 veranderde Packington van naam en werd Gregory. Het plaatsje werd aangesloten op de waterbevoorrading in 1979. Een nieuwe aanlegsteiger werd in 1980 geopend. In 2000 werd de weg van Gregory naar Kalbarri verhard.

## Toerisme
Gregory heeft geen VVV-kantoren. Er zijn VVV-kantoren te vinden in Kalbarri en Northampton. Men vindt er informatie over:
- de ruïnes van het Lynton Convict Depot, 14 sites met informatieborden.
- de Hutt-lagune, ook wel Pink Lake genoemd, die roze kleurt door de aanwezigheid van zout en de alg Dunaliella salina.
- sportvissen vanop de aanlegsteiger, het strand of een boot.
- de Principality of Hutt River, een zelfuitgeroepen micronatie.

## Klimaat
Gregory kent een warm mediterraan klimaat, Csa onder de klimaatclassificatie van Köppen. De gemiddelde jaarlijkse temperatuur bedraagt 20,2 °C. Er valt jaarlijks gemiddeld 466 mm neerslag.

## Transport
Gregory is enkel te bereiken over de weg. Vanop de North West Coastal Highway neemt men de Port Gregory Road vanuit Northampton, de Binnu Road over Binnu of de George Grey Drive vanuit Kalbarri. Er is geen openbaar vervoer.

## Galerij

Gregory
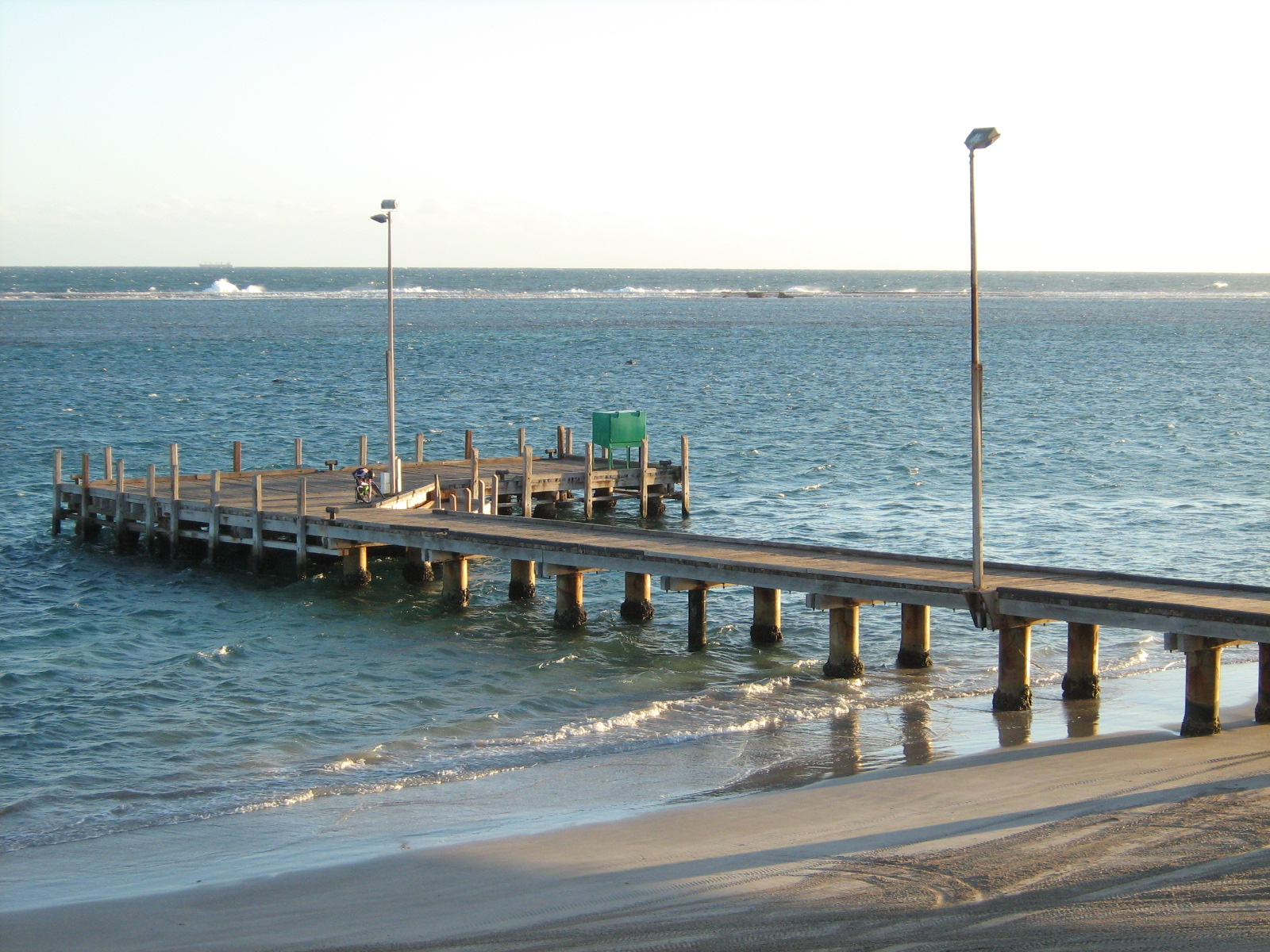
aanlegsteiger
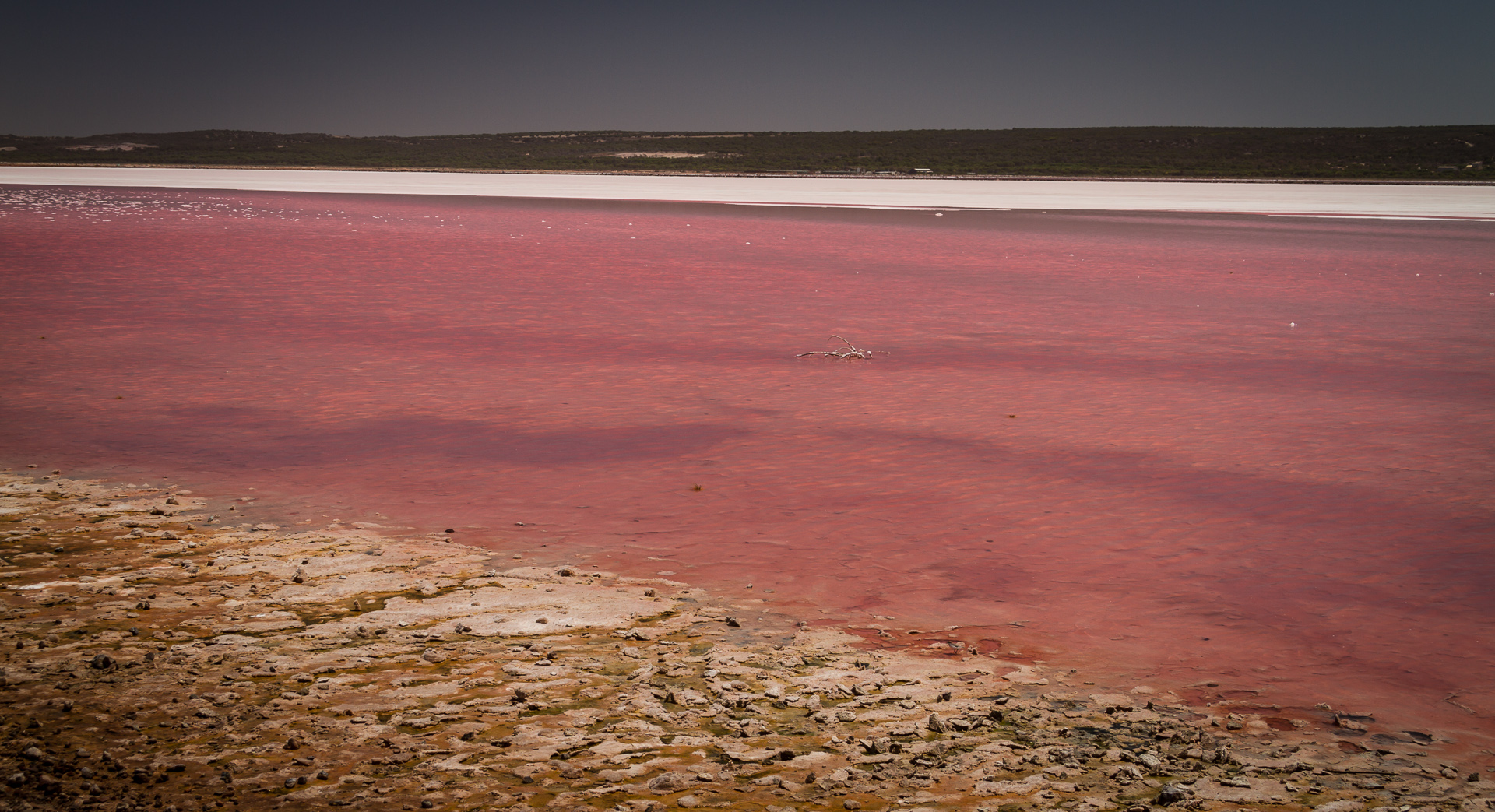
Pink Lake
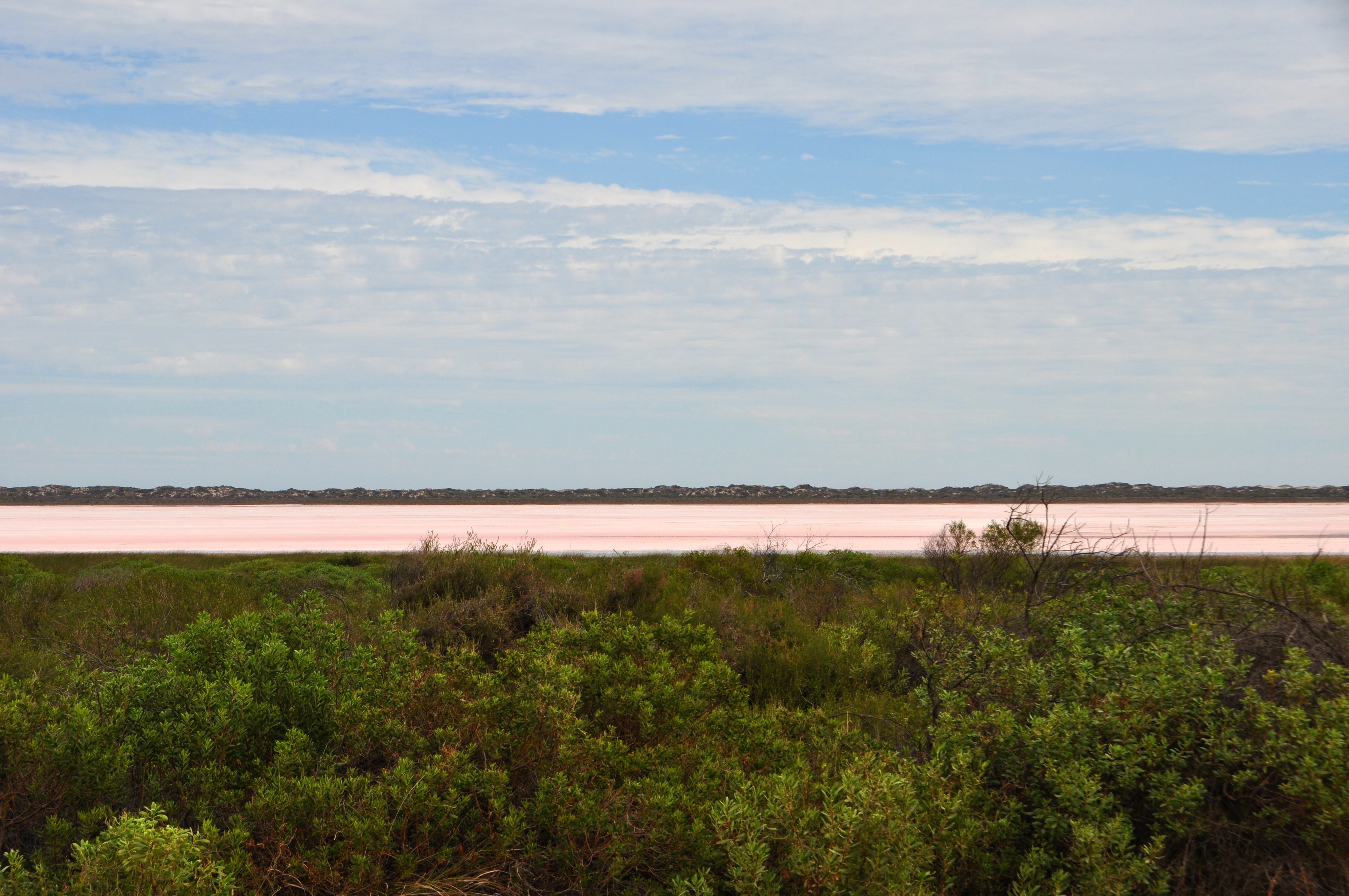
Pink Lake
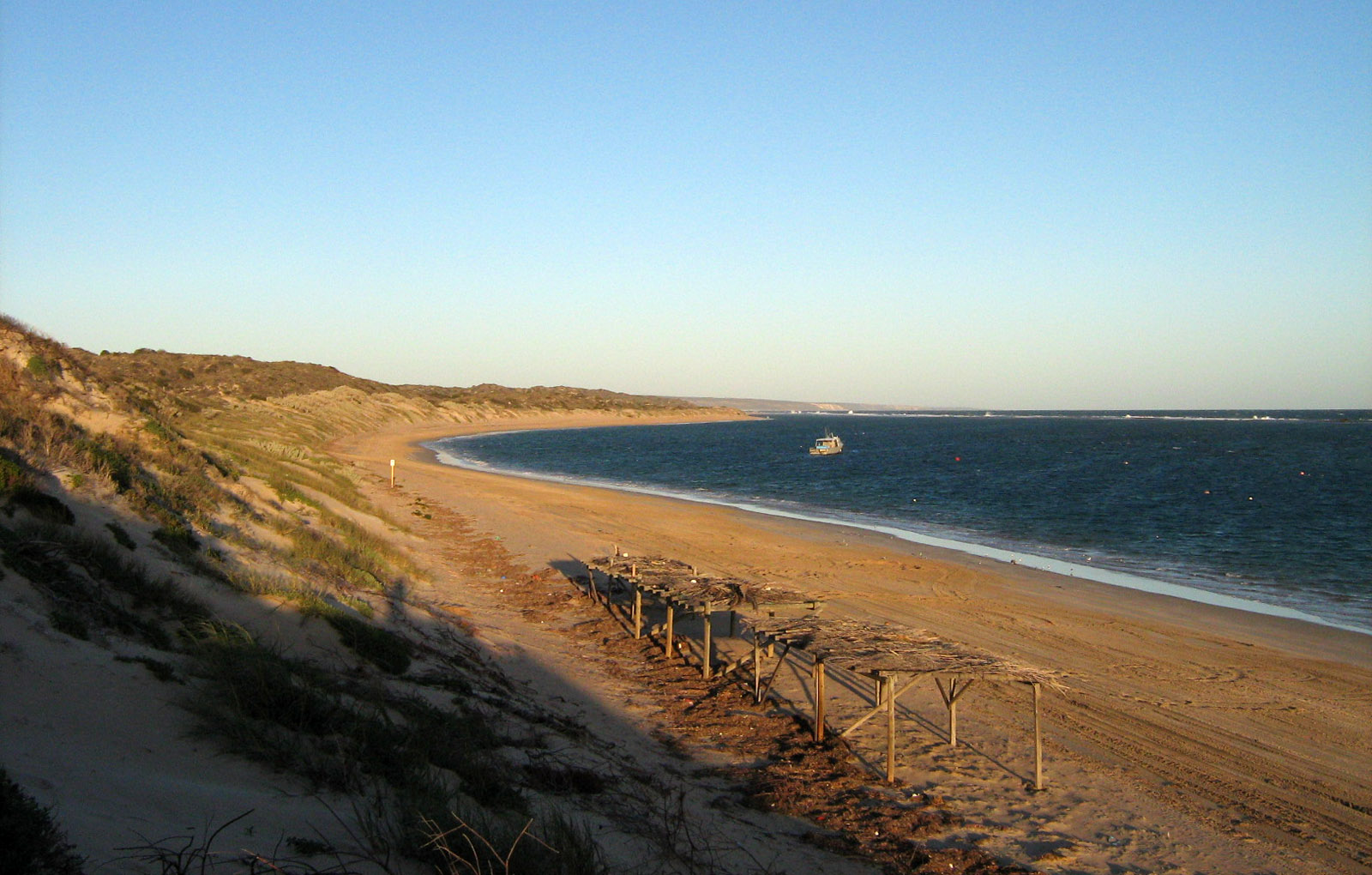
strand
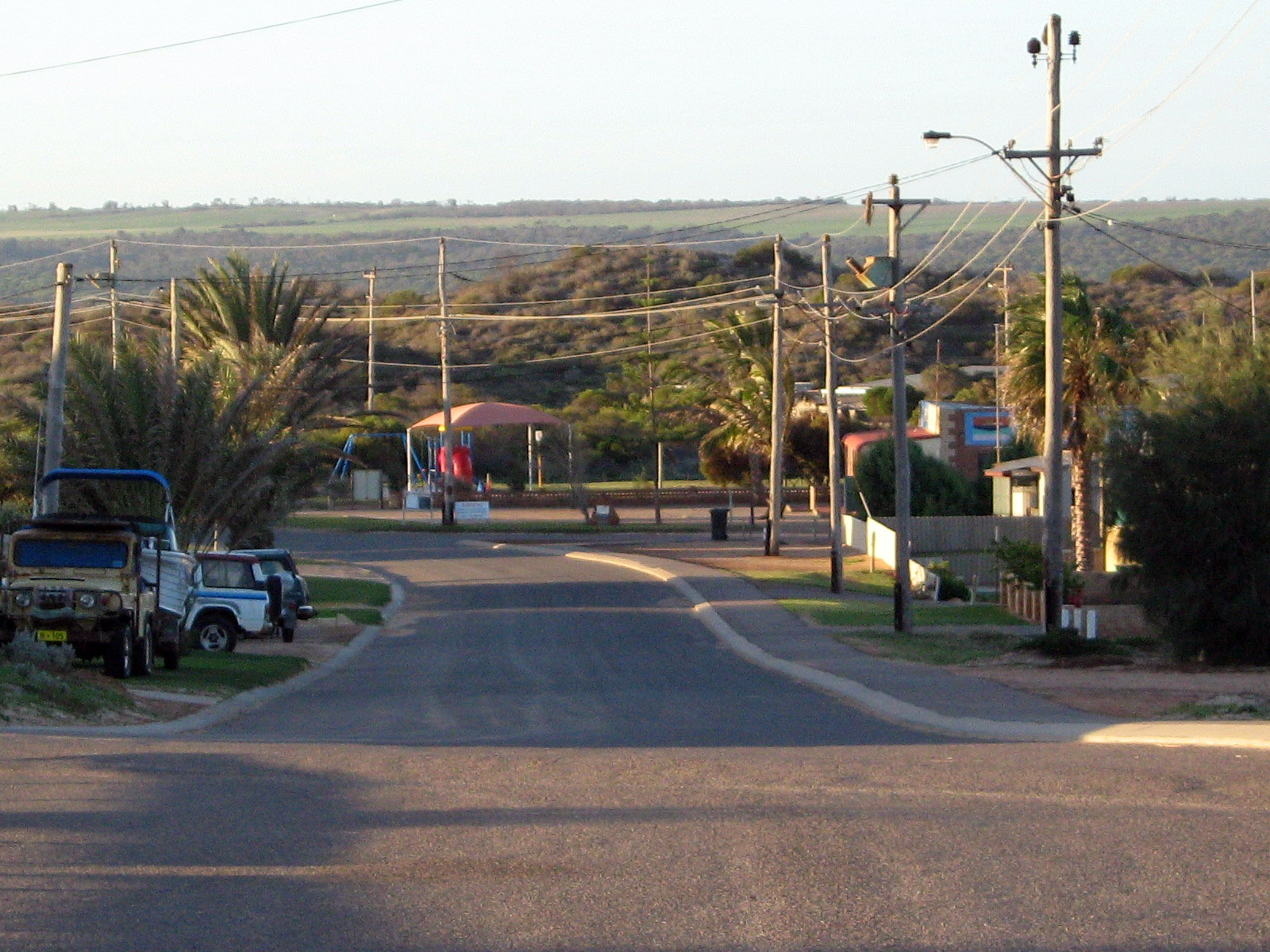
hoofdstraat